# Beda Maria Sonnenberg
Beda Maria Sonnenberg OSB (* Oktober 1966 in Erlangen als Peter Sonnenberg) ist ein deutscher Benediktinerabt.

## Vita
Peter Sonnenberg wuchs in Neunkirchen am Brand auf und besuchte dort die Grund- und Hauptschule. Danach ging er auf die Realschule in Gräfenberg und die Fachoberschule in Erlangen. Hierauf lernte er den Beruf des Maschinenschlossers.
Am 5. Juli 1987 trat er in das Noviziat des Klosters Plankstetten ein und erhielt den Ordensnamen des Hl. Beda Venerabilis. Am 1. Oktober legte er vor Abt Dominikus Madlener die zeitlichen und drei Jahre später die ewigen Gelübde ab. Danach studierte er Religionspädagogik und Theologie in Eichstätt und München. Erzabt-Bischof Imre Asztrik Várszegi aus der Territorialabtei Pannonhalma weihte ihn am 4. Mai 1996 in Abteikirche Plankstetten zum Priester. Seit 2000 Bibliothekar und Archivar der Abtei, promovierte er im Februar 2006 an der Ludwig-Maximilians-Universität München in Geschichte der Theologie. Anschließend wurde er Zelator und im September 2006 Novizenmeister.
Am 23. Februar 2007 wurde er, da sein Vorgänger Gregor Maria Hanke Bischof von Eichstätt ernannt worden war, vom Konvent zum Prior-Administrator der Abtei gewählt. Nach Ablauf der dreijährigen Amtszeit wählte ihn der Mönchskonvent des Klosters am 12. März 2010 zum Abt von Plankstetten. 2022 erfolgte seine Wiederwahl als Abt.